# محمدرضا خانزاده
محمدرضا خانزاده (زادهٔ ۲۰ اردیبهشت ۱۳۷۰) بازیکن فوتبال اهل ایران است.
خانزاده سابقه بازی در باشگاه‌های راه‌آهن، پرسپولیس، ذوب‌آهن، فولاد، سیاه جامگان، شهر خودرو، الاهلی، تراکتور، باشوندارا کینگز، ملوان صنعت نفت آبادانو تیم‌های ملّی زیر ۱۷ سال، زیر ۲۰ سال، زیر ۲۲ سال و تیم ملی فوتبال ایران را دارد. او هم‌چنین در جام جهانی ۲۰۱۴، جام ملّت‌های آسیا ۲۰۱۵، جام جهانی ۲۰۱۸ حضور داشته‌است امّا در تمامی این سه تورنومنت معتبر در تمامی بازی‌ها ذخیره بوده است.

## محرومیت و حواشی
محمّدرضا خانزاده پس از بازی با لخویا در قطر با یک هوادار درگیر شد که فیلم این درگیری به سرعت به ایران رسید و دست‌به‌دست میان تعداد زیادی از مردم چرخید. به همین دلیل باشگاه پرسپولیس با حضور خوردبین، کریم باقری، خان‌زاده و نژادفلاح تشکیل جلسه داد تا در این مورد تصمیم‌گیری کند.
خانزاده در این جلسه عذرخواهی کرد امّا در نهایت نژادفلاح گفت که این بازیکن تا اطلاع‌ثانوی از همراهی پرسپولیس محروم است و ۳۰ درصد از قراردادش هم به عنوان جریمه کسر می‌شود.

محمّدرضا خانزاده پس از جلسه کمیته انضباطی باشگاه در حالی که بسیار ناراحت بود در مقابل دوربین تلویزیون گفت: «پس از بازی به شدّت ناراحت بودیم و بنده در برابر آنچه پس از بازی با لخویا روی داد، هیچ صحبتی ندارم و برای چندمین بار از مردم به ویژه از هواداران پرسپولیس، همان هوادارانی که برای بازی با النصر ورزش‌گاه را لبریز از جمعیّت کردند، از پیشکسوتان و بزرگان پرسپولیس عذرخواهی می‌کنم و دست تک‌تک ایشان را می‌بوسم.»
وی ادامه داد: «بنده در رسانه‌ها از جامعه ورزش، هواداران و پیشکسوتان عذرخواهی کردم و تنها امیدوارم که این عذرخواهی من پذیرفته شود. در جلسه کمیته انضباطی نیز پیش از هر صحبتی عنوان کردم که اشتباه خود را می‌پذیرم. در آن لحظه به من توهین و فحاشی شد امّا می‌پذیرم که به عنوان بازیکن فوتبال باید خویشتنداری می‌کردم. تیم باخته بود و از نظر روحی مطلقاً شرایط خوبی نداشتیم و با تأکید بر این‌که من به‌هیچ‌وجه و تکرار می‌کنم به‌هیچ‌وجه قصد در توجیه ندارم امّا امیدوارم این رویداد به شکلی دقیق برّرسی شود، آنچه انجام دادم بدون مقدّمه نبود امّا می‌پذیرم که نباید واکنش نشان می‌دادم.»

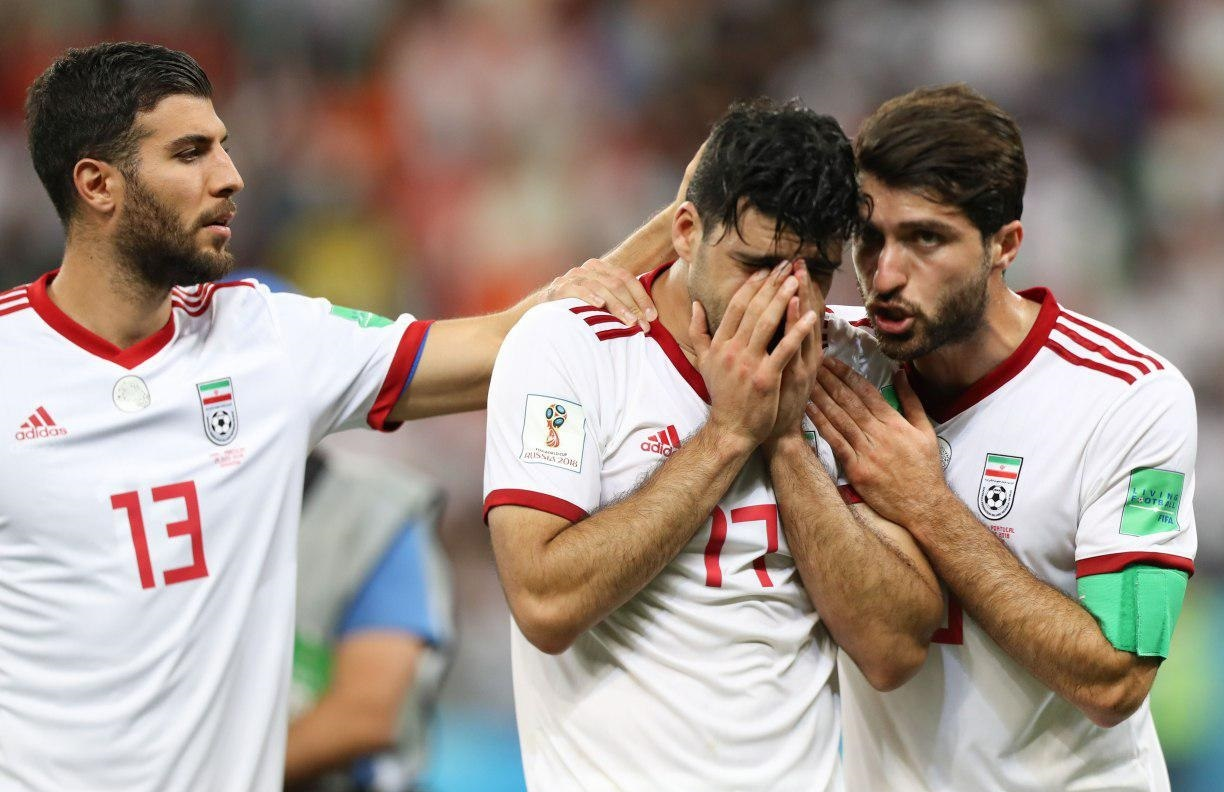
خانزاده به همراه کریم انصاری فرد و مهدی طارمی در بازی با پرتغال - جام جهانی ۲۰۱۸ روسیه

محمّدرضا خانزاده خاطرنشان کرد: «این‌که در به وجود آمدن این اتّفاق نقش داشتم و پرسپولیس و هواداران و در کل مردم بابت آن آزرده شدند این روزها تبدیل به کابوس شب و روز بنده گشته‌است. امیدوارم در آینده نه خودم و نه هیچ بازی‌کن دیگری با چنین تجربه‌ای روبرو نشود.»

## آمار باشگاهی
| باشگاه            | لیگ               | فصل               | لیگ  | لیگ | جام حذفی | جام حذفی | آسیا | آسیا | مجموع | مجموع |
| باشگاه            | لیگ               | فصل               | بازی | گل  | بازی     | گل       | بازی | گل   | بازی  | گل    |
| ----------------- | ----------------- | ----------------- | ---- | --- | -------- | -------- | ---- | ---- | ----- | ----- |
| راه‌آهن            | لیگ برتر          | ۲۰۰۹-۲۰۱۰         | ۰    | ۰   | ۰        | ۰        | _    | _    | ۰     | ۰     |
| راه‌آهن            | لیگ برتر          | ۲۰۱۰-۲۰۱۱         | ۰    | ۰   | ۰        | ۰        | _    | _    | ۰     | ۰     |
| راه‌آهن            | لیگ برتر          | ۲۰۱۱-۲۰۱۲         | ۹    | ۰   | ۰        | ۰        | _    | _    | ۹     | ۰     |
| مجموع راه آهن     | مجموع راه آهن     | مجموع راه آهن     | ۹    | ۰   | ۰        | ۰        | _    | _    | ۹     | ۰     |
| پرسپولیس          | لیگ برتر          | ۲۰۱۲-۲۰۱۳         | ۱۲   | ۰   | ۲        | ۰        | _    | _    | ۱۴    | ۰     |
| پرسپولیس          | لیگ برتر          | ۲۰۱۳-۲۰۱۴         | ۴    | ۰   | ۰        | ۰        | _    | _    | ۴     | ۰     |
| مجموع پرسپولیس    | مجموع پرسپولیس    | مجموع پرسپولیس    | ۱۶   | ۰   | ۲        | ۰        | _    | _    | ۱۸    | ۰     |
| ذوب‌آهن            | لیگ برتر          | ۲۰۱۳-۲۰۱۴         | ۱۵   | ۰   | ۱        | ۰        | _    | _    | ۱۶    | ۰     |
| مجموع ذوب آهن     | مجموع ذوب آهن     | مجموع ذوب آهن     | ۱۵   | ۰   | ۱        | ۰        | _    | _    | ۱۶    | ۰     |
| پرسپولیس          | لیگ برتر          | ۲۰۱۴-۲۰۱۵         | ۱۷   | ۰   | ۳        | ۰        | ۳    | ۰    | ۲۳    | ۰     |
| مجموع پرسپولیس    | مجموع پرسپولیس    | مجموع پرسپولیس    | ۱۷   | ۰   | ۳        | ۰        | ۳    | ۰    | ۲۳    | ۰     |
| فولاد             | لیگ برتر          | ۲۰۱۵-۲۰۱۶         | ۱۱   | ۰   | ۱        | ۰        | _    | _    | ۱۲    | ۰     |
| مجموع فولاد       | مجموع فولاد       | مجموع فولاد       | ۱۱   | ۰   | ۱        | ۰        | _    | _    | ۱۲    | ۰     |
| سیاه‌جامگان        | لیگ برتر          | ۲۰۱۶-۲۰۱۷         | ۲۰   | ۱   | ۰        | ۰        | _    | _    | ۲۰    | ۱     |
| مجموع سیاه جامگان | مجموع سیاه جامگان | مجموع سیاه جامگان | ۲۰   | ۱   | ۰        | ۰        | _    | _    | ۲۰    | ۱     |
| پدیده             | لیگ برتر          | ۲۰۱۷-۲۰۱۸         | ۲۵   | ۴   | ۱        | ۰        | _    | _    | ۲۶    | ۴     |
| مجموع پدیده       | مجموع پدیده       | مجموع پدیده       | ۲۵   | ۴   | ۱        | ۰        | _    | _    | ۲۶    | ۴     |
| الاهلی            | لیگ قطر           | ۲۰۱۸-۲۰۱۹         | ۱۳   | ۰   | ۰        | ۰        | _    | _    | ۱۳    | ۰     |
| مجموع الاهلی      | مجموع الاهلی      | مجموع الاهلی      | ۱۳   | ۰   | ۰        | ۰        | _    | _    | ۱۳    | ۰     |
| تراکتور           | لیگ برتر          | ۲۰۱۹-۲۰۲۰         | ۲۷   | ۰   | ۴        | ۲        | _    | _    | ۳۱    | ۲     |
| تراکتور           | لیگ برتر          | ۲۰۲۰-۲۰۲۱         | ۶    | ۰   | ۰        | ۰        | ۰    | ۰    | ۱۷    | ۱     |
| مجموع تراکتور     | مجموع تراکتور     | مجموع تراکتور     | ۳۳   | ۰   | ۴        | ۲        | ۰    | ۰    | ۴۸    | ۳     |
| مجموع آمار        | مجموع آمار        | مجموع آمار        | ۱۴۹  | ۵   | ۱۲       | ۲        | ۳    | ۰    | ۱۷۵   | ۸     |

- پاس گل

| فصل       | تیم      | پاس گل |
| --------- | -------- | ------ |
| ۲۰۱۱-۲۰۱۲ | راه‌آهن   | ۱      |
| ۲۰۱۲-۲۰۱۳ | پرسپولیس | ۲      |
| ۲۰۱۳-۲۰۱۴ | پرسپولیس | ۰      |

## افتخارات
- قهرمانی در جام حذفی  ۹۹–۱۳۹۸ به همراه تیم تراکتور